# José Basso
José Hipólito Basso (30 de enero de 1919 - 14 de agosto de 1993) fue un director de orquesta, compositor y pianista argentino.

## Carrera profesional
Nacido en Pergamino, Buenos Aires. Comenzó su carrera en la orquesta de Emilio y José de Caro en el año 1936. Luego en el año 1937 ingresa como pianista en la agrupación de Francisco Grillo.
En 1938 forma el conjunto musical Gallardo, Ayala, Basso, para luego tocar en las orquestas de Antonio Bonavena y Anselmo Aieta.
En 1943 pasa a formar parte de la orquesta de Aníbal Troilo, fue el pianista de Pichuco hasta el año 1947, año en el cual comienza su carrera con orquesta propia.
Sus primeros cantores fueron el dúo Ortega del Cerro y Ricardo Ruiz. En 1949 Ingresa el cantor Francisco Fiorentino en reemplazo de Ortega del Cerro. Ese mismo año grabó para Odeon los temas Claveles blancos, cantado por Ricardo Ruiz y El bulín de la calle Ayacucho, en la voz de Fiorentino. Al poco tiempo Fiorentino y Ricardo Ruiz dejaron la orquesta, el primero para cantar con la de Alberto Mancione y Ruiz, para incorporarse a la de Ángel D'Agostino y para reemplazarlos contrató a Jorge Durán y Oscar Ferrari.
También pasaron por su orquesta, los cantores Rodolfo Galé, Alfredo Belusi, Héctor de Rosas, Juan Carlos Godoy, Aníbal Jaulé, Eduardo Borda, Alicia Randal y muchos más.
En 1967, realiza una gira de gran éxito por Japón, presentándose nuevamente en 1970, con los cantantes, Alfredo Belusi, Alicia Randal, y Carlos Rossi.
En las décadas de 1950, 1960, 1970 y 1980 realizó presentaciones en la televisión argentina.
En 1985 recibió el Premio Konex - Diploma al Mérito en la disciplina mejor director de orquesta típica.

## Compositor
Pepe Basso fue el autor de los temas instrumentales Once y uno, Pecachi, Brazo de oro, De diez siete y El pulga; los valses Celeste lluvia, Nuestro vals y la milonga La camalela.
Son recordadas sus interpretaciones de los tangos de Astor Piazzolla, Adiós Nonino, Contratiempo, Para lucirse, Prepárense.
También compuso con Jorge Luis Borges, Milonga para los orientales.